# Kuřimská Nová Ves
Kuřimská Nová Ves är en ort i Tjeckien.   Den ligger i distriktet Okres Brno-Venkov och regionen Södra Mähren, i den östra delen av landet, 160 km sydost om huvudstaden Prag. Kuřimská Nová Ves ligger 456 meter över havet och antalet invånare är 123.
Terrängen runt Kuřimská Nová Ves är platt åt sydväst, men åt nordost är den kuperad. Terrängen runt Kuřimská Nová Ves sluttar österut. Runt Kuřimská Nová Ves är det ganska tätbefolkat, med 90 invånare per kvadratkilometer. Närmaste större samhälle är Kuřim, 17,7 km öster om Kuřimská Nová Ves. I omgivningarna runt Kuřimská Nová Ves växer i huvudsak blandskog.